# Romsée-Stavelot-Romsée
Romsée-Stavelot-Romsée is een eendaagse wielerwedstrijd voor beloften in de Ardennen, in het Belgische gewest Wallonië. De wedstrijd wordt vanaf 1949 jaarlijks verreden, met uitzondering van 2020 en 2021, toen de wedstrijd niet kon doorgaan vanwege de coronapandemie.
De wedstrijd gaat van Romsée (in de gemeente Fléron bij Luik) naar Stavelot en weer terug, met onderweg de beklimmingen van onder andere Côte de la Haute-Levée, Col du Rosier en de Vecquée, allen bekend van Luik-Bastenaken-Luik. In plaats van La Redoute wordt de minder steile Côte de Cornemont beklommen. Op de erelijst staan bekende namen als Huub Harings, Jo Maas, Jean-Paul van Poppel, Philippe Gilbert en Ben Turner.

## Lijst van winnaars

### Meervoudige winnaars
| Overwinningen | Renner          | Land      | Jaren       |
| ------------- | --------------- | --------- | ----------- |
| 2             | Florio Zen      | Italië    | 1950 + 1951 |
| 2             | André Bar       | België    | 1956 + 1957 |
| 2             | Huub Harings    | Nederland | 1961 + 1962 |
| 2             | Peter Schroen   | Nederland | 1987 + 1989 |
| 2             | Steven Van Aken | België    | 1995 + 1997 |
| 2             | Gaëtan Bille    | België    | 2014 + 2015 |

### Overwinningen per land
| Overwinningen | Land                                                                |
| ------------- | ------------------------------------------------------------------- |
| 45            | België                                                              |
| 23            | Nederland                                                           |
| 2             | Italië                                                              |
| 1             | Australië, Bulgarije, Duitsland, Nieuw-Zeeland, Verenigd Koninkrijk |